# La città proibita (film 1918)
La città proibita (The Forbidden City) è un film muto del 1918 diretto da Sidney Franklin.
La storia di George Scarborough, sceneggiata da Mary Murillo, racconta le vicissitudini cui va incontra l'amore interrazziale tra un americano e una principessa cinese. I due protagonisti sono Thomas Meighan e Norma Talmadge, che interpreta anche il ruolo della figlia.

## Trama
San San, la figlia di un mandarino cinese, si innamora del diplomatico americano John Worden. I due si sposano segretamente e vivono felici finché il padre di lei non decide di offrire la figlia all'imperatore come concubina. A palazzo, si scopre che la nuova concubina non solo non è vergine, ma è anche madre di una bambina: scoppia lo scandalo e San San viene condannata a morte, mentre Worden lascia il paese.
Passano diciotto anni. La piccola Toy è diventata una donna, allevata dalle donne dell'harem. La ragazza riesce a fuggire e si rifugia a Manila, dove si arruola tra le infermiere della Croce Rossa. Si fidanza con il tenente Phillip Halbert, ma il tutore del giovane si oppone alla loro unione. Toy è chiamata al capezzale dell'uomo che è caduto malato: nel delirio, lui confessa di essere suo padre. Ricordando con nostalgia il suo amore per San San, finalmente cede e benedice l'unione dei due giovani.

## Produzione
Il film, che fu prodotto dalla Norma Talmadge Film Corporation, venne girato nei Select Studios del Bronx.

## Distribuzione
Distribuito dalla Select Pictures Corporation, il film - conosciuto anche come A Tale of a Forbidden City - venne presentato in prima a New York il 6 ottobre 1918. Il 15 maggio 1923, il film venne distribuito anche in Colombia.
Copie della pellicola sono conservate negli archivi della Library of Congress (positivo 35 mm), alla EmGee Film Library (positivo 16 mm) e in collezioni private (positivi 16 mm.
Nel 2004, il DVD del film è stato pubblicato negli Stati Uniti dalla Grapevine Video in NTSC in una versione di 62 minuti insieme a The Social Secretary, un altro film di Norma Talmadge del 1916 diretto da John Emerson